# روسترا

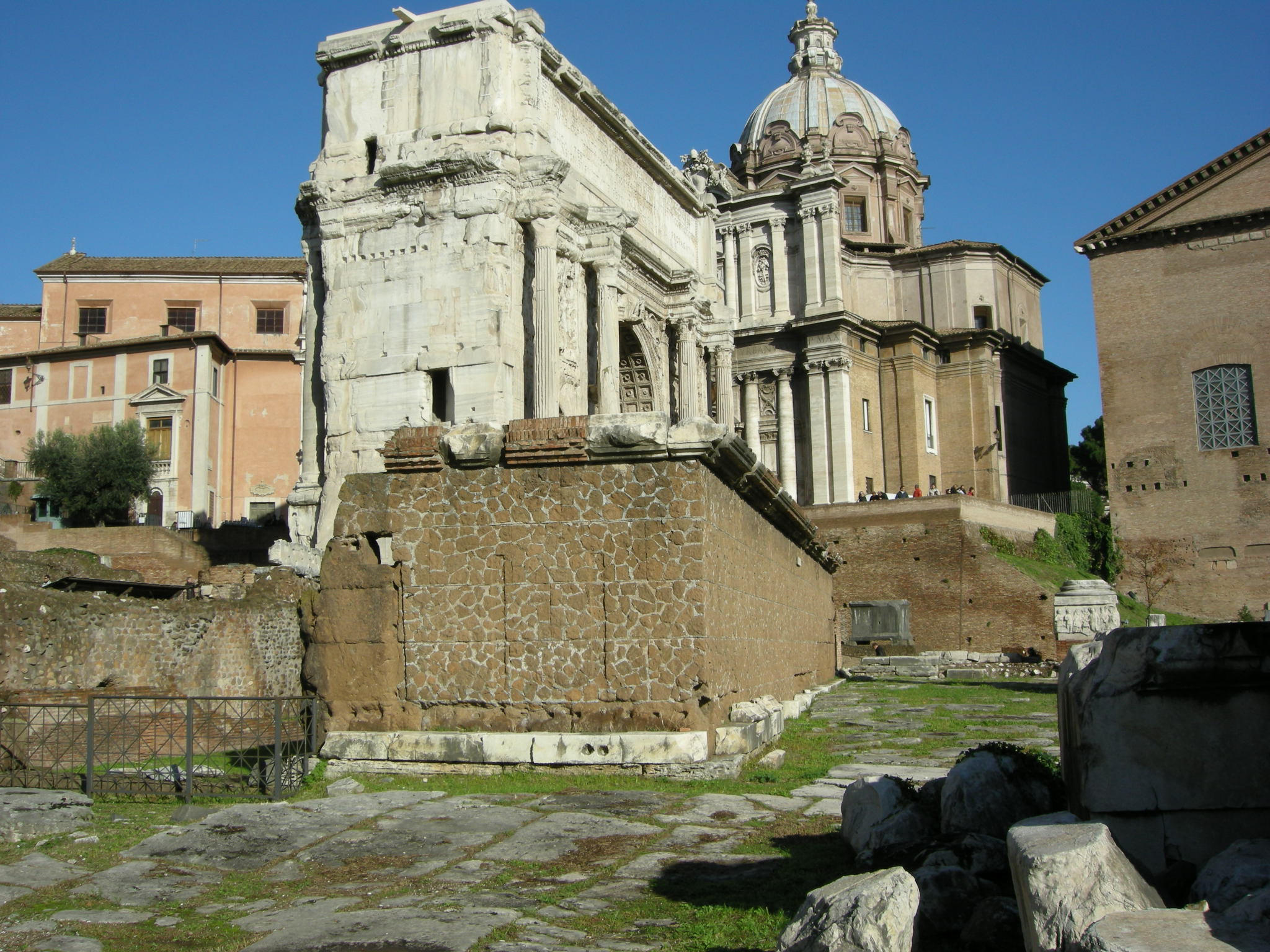
نمایی از یک روسترا (سکوی خطابه) در فُرومِ رُم

روسترا یا سکوی خطابه (به لاتین: Rostra) در روم باستان به سکوهای بلندی در فروم رم گفته می‌شد که کلانترهای رومی بر آنها بالا رفته و نطق می‌کردند. این نام برگرفته از دماغه‌های کشتی‌های جنگی دشمن بود که رومیان در طول نبرد آنتیوم به سال ۳۳۸ ق.م. آنها را از کشتی‌های خصم کَنده و در جایی روی هم انباشتند. گفتنی است در لاتین بدین دماغه‌ها rostrum (به‌معنای نوک) گویند که جمع آن rostra است.